# Альфаф
Альфаф (араб. جبل مقلوب‎, сир. ܛܘܪܐ ܕܐܠܦܐܦܐ, англ. Mount Alfaf), также известная как Маклуб — вершина в Ниневийской равнине в северном Ираке. Вершина расположена в 30 километрах на северо-восток от Мосула и примерно в 15 километрах северней Барталла. Высота вершины 1057 метров над уровнем моря. Крупнейшее поселение на горе называется Мардж, в котором проживают ассирийцы-яковиты.
Гора знаменита монастырем Мар Маттай (монастырь Святого Матфея), который стоит около её южной вершины. Также на горе расположен ряд старинных скитов IV—V вв нашей эры, наиболее знаменитые из которых:
- Скит Мар Маттая, в котором, согласно сирийским преданиям, Мар Маттай чудесным образом вылечил от проказы Сару, сестру святого мученика Мор Бехнама;
- Скит Абу-ль-Фарадж бин Харуна, в котором он провел часть своей жизни;
- Тайное убежище на вершине горы, которое использовалось как сторожевой пост для предупреждения нападения бандитов на монастырь.